# Reddition du Retiro
Guerre d'Espagne
Batailles
- Olivença (01-1811)
- Gebora (02-1811)
- Campo Maior (03-1811)
- 1re Badajoz (04-1811)
- Fuentes de Oñoro (05-1811)
- Albuera (05-1811)
- Usagre (05-1811)
- Cogorderos (06-1811)
- Carpio (09-1811)
- El Bodón (09-1811)
- Aldeia da Ponte (09-1811)
- Arroyomolinos (10-1811)
- Tarifa (12-1811)
- Navas de Membrillo
- Almagro (01-1812)
- 2e Ciudad Rodrigo (01-1812)
- 2e Badajoz (03-1812)
- Villagarcia (04-1812)
- Almaraz (05-1812)
- Maguilla (06-1812)
- Arapiles (07-1812)
- García Hernández (07-1812)
- Majadahonda (08-1812)
- Retiro (08-1812)
- Madrid (08-1812)
- Burgos (09-1812)
- Villodrigo (10-1812)
- Tordesillas (10-1812)
- Alba de Tormes (11-1812) (es)
- San Muñoz (11-1812)

La Reddition du Retiro a lieu le 14 août 1812, quelques jours après l'entrée dans Madrid de l'armée anglo-espagnole de Wellington. La garnison laissée par le roi Joseph pour tenir cet ancien palais transformé en fort et en magasin de fourniture de l'armée française capitule après la prise des défenses extérieures la veille. De très importants dépôts tombent aux mains des Anglo-espagnols.

## Contexte
Après sa victoire à la bataille des Arapiles, Wellington poursuit quelques jours les débris de l'armée française de Clauzel, puis marche vers Madrid. Devant la disproportion des forces, le roi Joseph ordonne l'évacuation de sa capitale, évacuation effective le 10 août 1812. Seule une garnison de 2 046 hommes est laissée en arrière pour défendre l'important dépôt du palais du Buen Retiro.
Le 12 août, l'armée anglo-espagnole entre dans la ville.

## Déroulement
La garnison laissée dans la place étant insuffisante pour tenir les ouvrages extérieurs, ils sont enlevés avec un minimum de pertes le 13 au soir par un assaut du côté du jardin botanique.
Conformément à ses ordres, le général Lafon-Blaniac, commandant la garnison française, capitule le 14 août devant la menace de la batterie de canons de 18 installée par les assaillants pour réduire le fort étoilé formant le réduit central de la place.

## Conséquences
Les Anglais mettent la main sur un grand nombre de fournitures militaires qui permettent à Wellington de rééquiper son armée éprouvée par les dernières semaines de campagne. Ils s'emparent aussi des aigles du 13e régiment de dragons et du 51e régiment d'infanterie de ligne qui sont immédiatement envoyées en Angleterre et remises solennellement au Prince-Régent.
La fabrique royale de porcelaine du Buen Retiro, située dans le réduit central et très endommagée lors des combats, ne sera jamais restaurée.